# Světový den fotografie
Světový den fotografie se slaví každoročně 19. srpna. Po celém světě se konají různé akce.

## Historie
V roce 1837 vynalezli Nicéphore Niépce a Louis Daguerre fotografickou metodu, pro niž se, podle jména vynálezce, uchytil název daguerrotypie. Francouzská vláda po představení vynálezu ve Francouzské akademii věd 19. srpna 1839 zakoupila patent na daguerrotypický process a zdarma uvolnila práva. Od roku 2010 se na památku této události v některých zemích světa slaví 19. srpen jako Světový den fotografie.